# Seututie 633
Pour les articles homonymes, voir Route 633.
La route régionale 633 (finnois : Seututie 633) est une route régionale allant de Saarijärvi jusqu'à Väätäiskylän à Multia  en Finlande,,.

## Présentation
La seututie 633 est une route régionale de Finlande-Centrale.

## Parcours
- Saarijärvi
  - Saarijärvi
  - Hännilä
  - Mahlu
- Multia
  - Väätäiskylä